# Tanjung Baru Petai
Tanjung Baru Petai is een bestuurslaag in het regentschap Ogan Ilir van de provincie Zuid-Sumatra, Indonesië. Tanjung Baru Petai telt 1076 inwoners (volkstelling 2010).